# Kaple Saint-Louis de la Salpêtrière
Kaple Saint-Louis de la Salpêtrière (tj. svatého Ludvíka ze Salpêtrière) je kaple při nemocnici Salpêtrière ve 13. obvodu v Paříži.

## Historie
V prosinci 1669 francouzský král Ludvík XIV. nařídil svému architektovi Louisovi Le Vau vystavět pod dohledem ministra financí Colberta kapli pro nemocnici Salpêtrière. Dne 11. října 1670 Louis le Vau zemřel ještě před zahájením stavby a dokončením projektu byl pověřen Libéral Bruant, který dodržel původní plán.
Dnes kaple slouží mj. ke kulturním akcím jako jsou koncerty nebo výstavy.

## Architektura
Stavba má půdorys řeckého kříže. Skládá se ze čtyři kaplí (kaple sv. Vincence, Dobrého pastýře, Panny Marie a sv. Geneviève) a čtyř lodí (hlavní loď, loď Lassay, rozdělená loď a loď Mazarin), všechny se sbíhají v centrální kapli s osmibokou kupolí zakončenou lucernou osvětlenou okny a okulem.